# Angel Fire (Novo México)
Angel Fire é uma vila localizada no estado americano de Novo México, no Condado de Colfax.

## Demografia
Segundo o censo americano de 2000, a sua população era de 1048 habitantes. 
Em 2006, foi estimada uma população de 1108, um aumento de 60 (5.7%).

## Geografia
De acordo com o United States Census Bureau tem uma área de 
75,0 km², dos quais 74,9 km² cobertos por terra e 0,1 km² cobertos por água.

## Localidades na vizinhança
O diagrama seguinte representa as localidades num raio de 32 km ao redor de Angel Fire. 